# Acacia plectocarpa
Acacia plectocarpa är en ärtväxtart som beskrevs av George Bentham. Acacia plectocarpa ingår i släktet akacior, och familjen ärtväxter.

## Underarter
Arten delas in i följande underarter:
- A. p. plectocarpa
- A. p. tanumbirinensis